# Ma che vi fece... Sperai vicino il lido
Ma che vi fece... Sperai vicino il lido es un aria y recitativo basado en la obra Demofonte del libretista Metastasio. Es la parte de la ópera con más versiones, un total de setenta y tres, incluyendo aquellas de Wolfgang Amadeus Mozart (KV 368), Christoph Willibald von Gluck, Antonio Vivaldi, Giovanni Paisiello entre otros.

## Aria y recitado
En esta pieza, Timante, el esposo de Dircea (y como más tarde se entera, su hermano), expresa su temor por su futuro. 
En el recitativo, Timante reza a los dioses para su protección y su boda con Dircea, y en el aria canta "Tenía la esperanza de que la costa estaba cerca, creí que el viento se había calmado, pero ahora estoy de nuevo arrastrado por las tormentas, y en mi deseo de salvarme de una traicionera roca, soy arrojado a otra, que es peor que la primera. " Excepcionalmente, el aria a veces vuelve a las líneas del recitado.

## Letra

### Recitado
Ma che vi fece, o stelle,
la povera Dircea, che tante unite
sventure contro lei?
Voi, che inspiraste
i casti affetti alle nostr'alme; voi,
che al pudico imeneo fosti presenti,
defendetelo, o numi; io mi confondo.
M'oppresse il colpo a segno,
che il cor mancommi, e si smarrì l'ingegno.

### Aria
Sperai vicino il lido
credei calmato il vento;
ma trasportar mi sento
Fra le tempeste ancor.
E da uno scoglio infido
mentre salvar mi voglio,
urto in un altro scoglio
del primo assai peggior.

## Voz
La mayoría de las arias están escritas para tenor con excepción de la versión de Mozart quien la escribió para soprano, exigiendo una gran capacidad para la coloratura y precisión, requiere que la soprano sea capaz de llegar al sobreagudo, incluyendo un Fa6.

## Sopranos
La versión de Mozart, siendo la más interpretada, es la que posee el mayor registro del mismo. Entre las sopranos más importantes que han interpretado esta composición está la soprano dramática de coloratura Edda Moser, y las sopranos ligeras Natalie Dessay, Edita Gruberová, Sylvia Geszty y Désirée Rancatore.